# Bukettlök
Bukettlök (Allium jesdianum) är en flerårig växtart i släktet lökar och familjen amaryllisväxter. Arten beskrevs av Pierre Edmond Boissier och Friedrich Alexander Buhse.

## Utbredning
Bukettlök växer vilt i Irak och Iran. Den odlas som prydnadsväxt och snittblomma i andra delar av världen.

## Underarter
Arten delas in i följande underarter:
- A. j. angustitepalum
- A. j. jesdianum
- A. j. remediorum